# Luceriola
Luceriola là một chi bướm đêm thuộc họ Erebidae.